# Anyphops lucia
Espèce
Anyphops lucia est une espèce d'araignées aranéomorphes de la famille des Selenopidae.

## Distribution
Cette espèce est endémique du KwaZulu-Natal en Afrique du Sud,. Elle se rencontre vers St Lucia.

## Étymologie
Son nom d'espèce lui a été donné en référence au lieu de sa découverte, St Lucia.

## Publication originale
- Corronca, 2005 : Re-description of the lycosiformis species group of Anyphops Benoit and description of two new species (Araneae, Selenopidae). Journal of Natural History, vol. 39, no 17, p. 1381-1393.